# Romain Duris

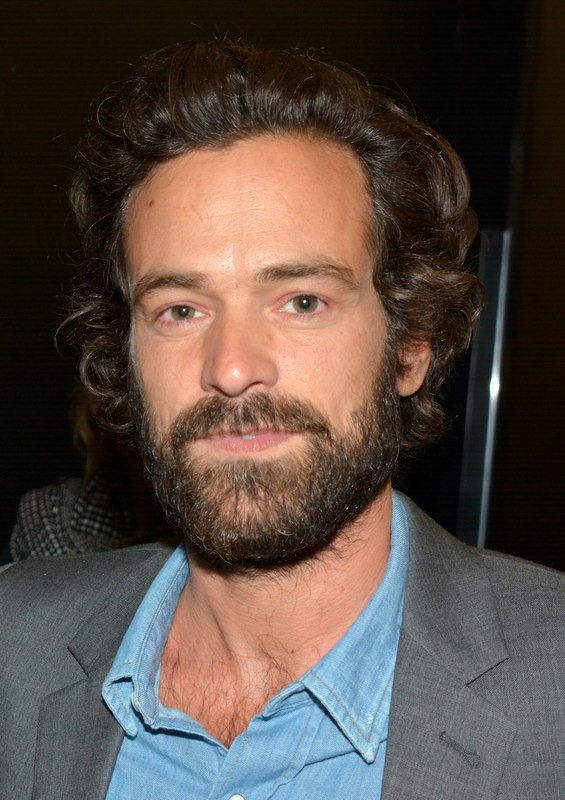
Romain Duris 2014

Romain Duris (* 28. Mai 1974 in Paris) ist ein französischer Schauspieler. Seit Mitte der 1990er Jahre trat er in mehr als 40 Film- und Fernsehproduktionen in Erscheinung, sowohl Dramen als auch Komödien. Bekanntheit erlangte er vor allem durch seine mehrfache Zusammenarbeit mit dem Regisseur Cédric Klapisch (u. a. L’auberge espagnole, So ist Paris, Beziehungsweise New York) sowie seine Hauptrolle in dem preisgekrönten Krimidrama Der wilde Schlag meines Herzens (2005) von Jacques Audiard.

## Biografie

### Entdeckung und erste Filmrollen

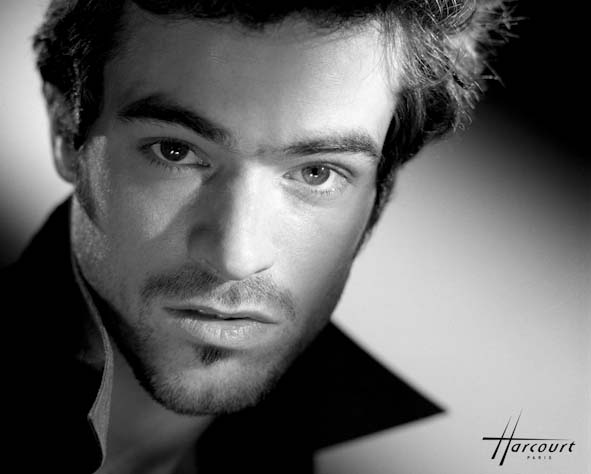
Duris im Jahr 1999

Romain Duris entstammte einer Künstlerfamilie – seine Mutter war Tänzerin und Malerin, sein Vater ist Architekt. Er wuchs als jüngstes von drei Geschwistern in Paris auf. Duris besuchte nach dem Abitur eine Zeichenschule. 1993 wurde er durch Zufall von einem Casting-Director entdeckt, der an einer Pariser Schule nach Jugendlichen suchte, die der französische Regisseur Cédric Klapisch für seinen TV-Film Abschlussklasse: Wilde Jugend – 1975 besetzen wollte. Der Film, der im Rahmen der Serie Les années lycée 1994 entstand, erzählt die Geschichte der vier Freunde Bruno, Momo, Leon und Alain, die sich zehn Jahre nach ihrem Schulabschluss in einer Entbindungsklinik wiedertreffen. Der Vater des zu erwartenden Kindes ist Tomasi (gespielt von Duris), der einen Monat zuvor an einer Überdosis Drogen starb. Gemeinsam erinnern sich die vier Männer an ihre Jugend Mitte der 1970er Jahre, an ihre Träume und Niederlagen. Die Tragikomödie gewann 1994 auf dem Filmfestival von Paris den Publikumspreis. Eine weitere TV-Rolle erhielt Duris im selben Jahr, als er unter der Regie von Olivier Dahan in Frères: La roulette rouge zu sehen war. Sein Kinodebüt feierte der Schauspieler 1996 in … und jeder sucht sein Kätzchen, ebenfalls unter der Regie Cédric Klapischs, mit dem er im Verlauf seiner Karriere mehrfach zusammenarbeiten sollte und zu einem Mentor wurde. Eine Schauspielschule besuchte Duris laut eigenen Angaben nicht, aus Angst vor dem Unterricht. „Du lernst nicht zu spielen, du nährst dich davon“, sagte Duris 2011 in einem Interview. Vor einem Film studiert er Bewegung und Gang seiner Figur und bevorzugt eher die englische Schauspieltechnik.
Nach Jan Kounens Actionfilm Dobermann folgte noch 1997 der erste Erfolg mit Tony Gatlifs Tragikomödie Gadjo Dilo – Geliebter Fremder. In dem Film spielt Romain Duris Stéphane, einen jungen Mann aus Paris, der, getrieben von einer Tonbandaufnahme, in Rumänien nach der Sängerin Nora Luca sucht. Gemeinsam mit seinem Co-Star Rona Hartner wird Duris 1999 als bester Nachwuchsdarsteller bei den Césars nominiert, dem wichtigsten französischen Filmpreis. Nach Olivier Dahans Krimidrama Schon tot mit Benoît Magimel folgte Cédric Klapischs Science-Fiction-Film Peut-être, in dem der Schauspieler an der Seite von unter anderem Jean-Paul Belmondo, Géraldine Pailhas und Julie Depardieu agierte. Die dritte Zusammenarbeit mit Klapisch brachte Romain Duris im Jahr 2000 eine weitere César-Nominierung als bester Nachwuchsdarsteller ein.

### Durchbruch mitL’auberge espagnole
Fortan wechselte der ehemalige Drummer der Band Kingsize zwischen europäischen Independentfilmen und Großproduktionen. Einem breiten europäischen Publikum wurde Duris 2002 mit seiner ersten Hauptrolle in der französischen Komödie L’auberge espagnole bekannt. Regisseur Cédric Klapisch hatte den Part des ziellosen Erasmus-Studenten Xavier, der ein Auslandsjahr in einer multikulturellen Wohngemeinschaft in Barcelona verbringt, eigens für Duris kreiert. Die Komödie, in den Nebenrollen mit unter anderem Judith Godrèche, Audrey Tautou und Cécile De France besetzt, avancierte zum großen Erfolg an den französischen Kinokassen und ebnete Duris den Weg zu einer Reihe von Hauptrollen.
Im selben Jahr spielte er den jungen Homosexuellen Matthieu in Christophe Honorés Drama 17 Mal Cécile Cassard, in dem er der vom Schicksal geplagten Titelheldin (dargestellt von Béatrice Dalle) die Freude am Leben zurückgibt. Darauf folgte Benoît Jacquots Drama Adolphe, in dem er an der Seite von Isabelle Adjani agierte.

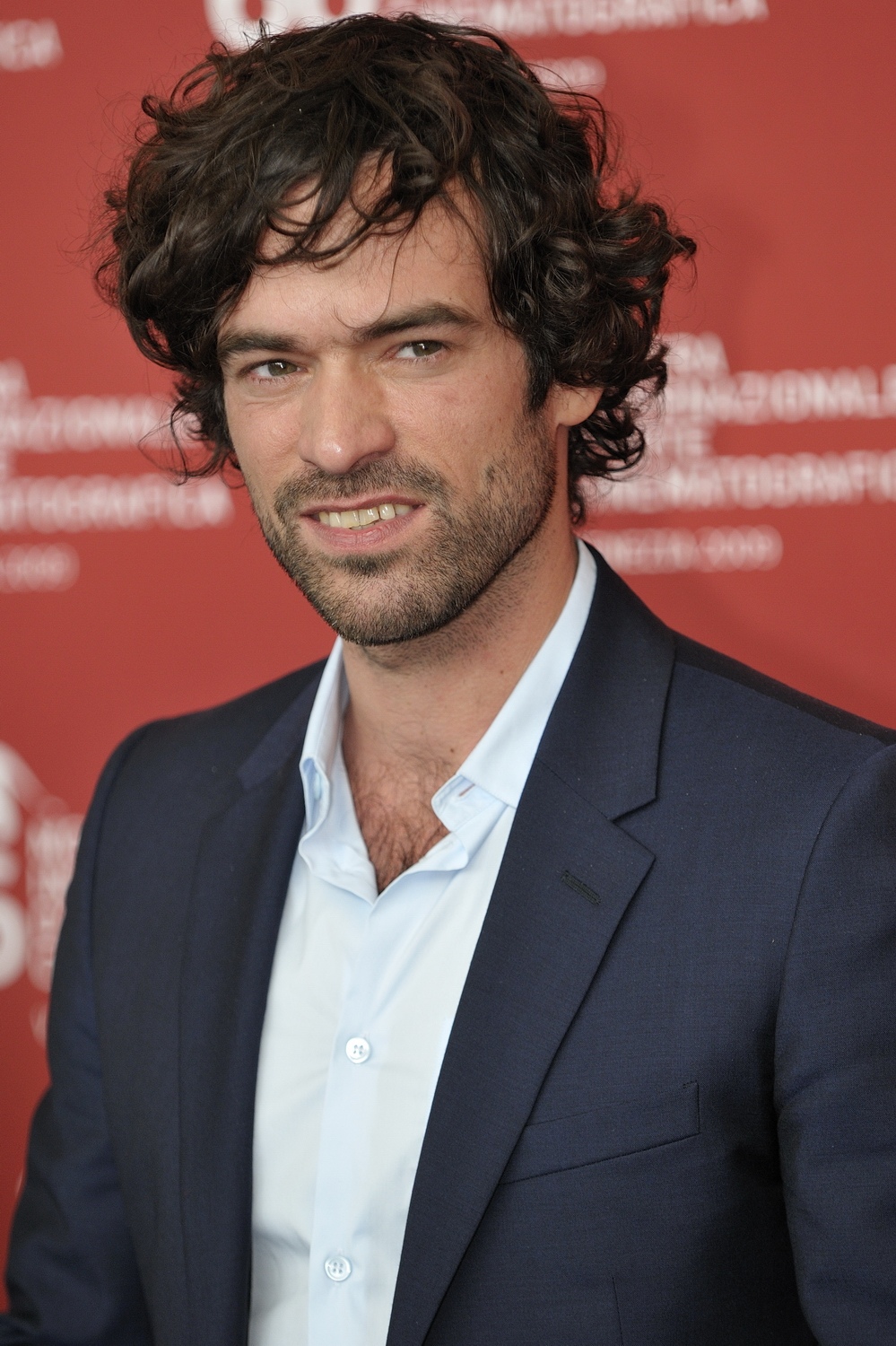
Duris in Venedig (2009)

Im Jahr 2003 gehörte Duris zum internationalen Ensemble von James Ivorys Eine Affäre in Paris. Die Liebeskomödie mit Kate Hudson, Naomi Watts und Glenn Close in den Hauptrollen, war nur wenig Erfolg bei Kritikern und Publikum beschieden. Ein Jahr später folgte das Roadmovie Exil, die dritte Zusammenarbeit mit Regisseur Tony Gatlif sowie die Hauptrolle in der internationalen Großproduktion Arsène Lupin, in der er an der Seite von unter anderem Kristin Scott Thomas und Eva Green den gleichnamigen berühmten Meisterdieb verkörperte. Im Jahr 2005 arbeitete Duris an zwei Filmprojekten. In L’auberge espagnole – Wiedersehen in St. Petersburg schlüpfte er erneut in die Rolle des Xavier. Dieser fristet fünf Jahre nach dem Sommer in Barcelona ein tristes Dasein als erfolgloser Schriftsteller und findet erst über Umwege das berufliche und auch private Glück. Der Film konnte an den Erfolg von L’auberge espagnole anknüpfen und seinen Platz an der Spitze der französischen Kinocharts gegen Hollywood-Produktionen wie Batman Begins und Krieg der Welten behaupten. Danach folgte Jacques Audiards Drama Der wilde Schlag meines Herzens, in dem Duris als Schuldenantreiber der Mafia zwischen einer kriminellen Karriere und einer Zukunft als Pianist abwägen muss. Als Vorbereitung für den Film erhielt Duris Klavierstunden von seiner Schwester, einer Konzertpianistin und reduzierte während des Großteils der Dreharbeiten sein Schlafpensum. Der Lohn waren Nominierungen für den Europäischen Filmpreis und den César jeweils als bester Hauptdarsteller sowie der gewonnene Prix Lumières der französischen Auslandspresse. Auch außerhalb Frankreichs gab es großes Lob seitens der Fachkritik. Der Filmkritiker Peter Bradshaw (The Guardian) pries Duris auch über die Grenzen Frankreichs hinaus als „einen der aufregendsten Jungdarsteller seiner Generation“.
In dem ebenfalls von Cédric Klapisch gedrehten Episodenfilm So ist Paris (2008) spielt Duris den herzkranken Tänzer Pierre, der sich beim Warten auf ein Spenderherz in die Geschichten und in das Leben der Menschen vor seinem Balkon hineinversetzt. Er war 2009 mit Patrice Chéreaus Film Persécution, in dem er an der Seite von Charlotte Gainsbourg zu sehen ist, im Wettbewerb der 66. Filmfestspiele von Venedig vertreten. Für die Titelrolle in der erfolgreichen Liebeskomödie Der Auftragslover (2010) an der Seite von Vanessa Paradis erhielt Duris 2011 seine vierte César-Nominierung.

## Privatleben
Romain Duris lebt in Paris und ist mit seiner französischen Schauspielkollegin Olivia Bonamy liiert. Aus der Beziehung stammt ein Sohn (* 2009).
Der Schauspieler ist ein großer Fan des Schriftstellers Charles Bukowski und der Regisseure Jim Jarmusch, Joseph L. Mankiewicz, Frank Capra, Ernst Lubitsch, John Cassavetes und François Truffaut. Ebenfalls sehr zugetan ist Duris der Arbeit von Drehbuchautor Harmony Korine und den Musikrichtungen Hip-Hop, Jazz, Funk, Electro Funk und arabischen Klängen. Auch geht er der Malerei nach und bewundert Künstler wie Jean-Auguste-Dominique Ingres, Vincent van Gogh oder Keith Haring. Seine eigenen Bilder beschrieb er als „sexuelle Arbeit, aber in großen Landschaften“.

## Filmografie (Auswahl)
- 1994: Frères: La roulette rouge
- 1994: Abschlussklasse: Wilde Jugend – 1975 (Le péril jeune)
- 1996: … und jeder sucht sein Kätzchen (Chacun cherche son chat)
- 1997: Dobermann
- 1997: Gadjo Dilo – Geliebter Fremder (Gadjo dilo)
- 1998: Schon tot (Déjà mort)
- 1999: Peut-être
- 2001: Being Light
- 2002: L’auberge espagnole
- 2002: 17 Mal Cécile Cassard (17 fois Cécile Cassard)
- 2002: Adolphe
- 2003: No Big Deal (Pas si grave)
- 2003: Osmose
- 2003: Shimkent Hotel
- 2003: Eine Affäre in Paris (Le divorce)
- 2003: Les clefs de bagnole
- 2004: Exil (Exils)
- 2004: Arsène Lupin – Der König unter den Dieben (Arsène Lupin)
- 2005: Der wilde Schlag meines Herzens (De battre mon cœur s'est arrêté)
- 2005: L’auberge espagnole – Wiedersehen in St. Petersburg (Les poupées russes)
- 2006: In Paris (Dans Paris)
- 2006: Trois jours ailleurs
- 2007: Molière
- 2007: L’âge d’homme
- 2008: So ist Paris (Paris)
- 2008: Ein Engel im Winter (Afterwards)
- 2009: Ruhelos (Persécution)
- 2010: Der Auftragslover (L’arnacœur)
- 2010: Nachtblende (L’homme qui voulait vivre sa vie)
- 2012: Mademoiselle Populaire (Populaire)
- 2013: Der Schaum der Tage (L’écume des jours)
- 2014: Beziehungsweise New York (Casse-tête chinois)
- 2014: Eine neue Freundin (Une nouvelle amie)
- 2016: Die Beichte (La confession)
- 2017: Alles Geld der Welt (All the Money in the World)
- 2017: Madame Hyde
- 2018: A Breath Away (Dans la brume)
- 2021: Eiffel in Love
- 2021: Charlotte
- 2021: Warten auf Bojangles (En attendant Bojangles)
- 2022: Final Cut of the Dead (Coupez!)
- 2023: Die drei Musketiere – D’Artagnan (Les Trois Mousquetaires: D’Artagnan)
- 2023: Die drei Musketiere – Milady (Les trois mousquetaires: Milady)
- 2023: Animalia (Le règne animal)
- 2023: Daaaaaali!
- 2024: Night Call – Überlebe die Nacht (La nuit se traîne)

## Auszeichnungen

### César

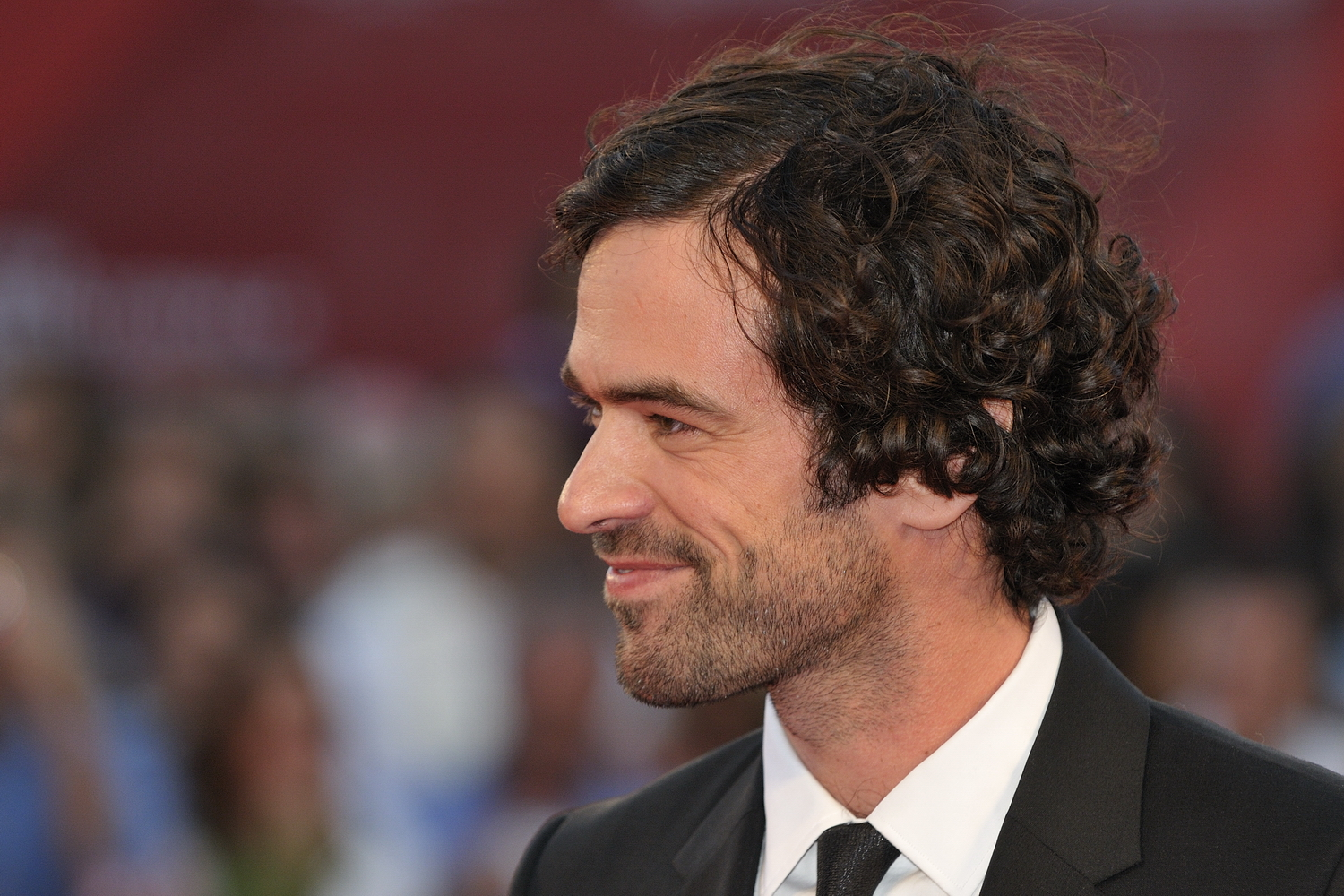
Duris in Venedig (2009)

- 1999: nominiert als Bester Nachwuchsdarsteller für Gadjo Dilo – Geliebter Fremder
- 2000: nominiert als Bester Nachwuchsdarsteller für Peut-être
- 2006: nominiert als Bester Hauptdarsteller für Der wilde Schlag meines Herzens
- 2011: nominiert als Bester Hauptdarsteller für Der Auftragslover
- 2015: nominiert als Bester Hauptdarsteller für Eine neue Freundin

### Europäischer Filmpreis
- 2005: nominiert als Bester Hauptdarsteller für Der wilde Schlag meines Herzens

### Weitere
- 1999: nominiert für den Prix Michel Simon

Chlotrudis Awards
- 2006: nominiert als Bester Hauptdarsteller für Der wilde Schlag meines Herzens

Étoile d’Or
- 2006: Bester Darsteller für Der wilde Schlag meines Herzens

Prix Lumières
- 2000: Bester Nachwuchsdarsteller für Peut-être
- 2006: Bester Darsteller für Der wilde Schlag meines Herzens
- 2011: nominiert als Bester Darsteller für Der Auftragslover und Nachtblende